# Reichsdeputationshauptschluss

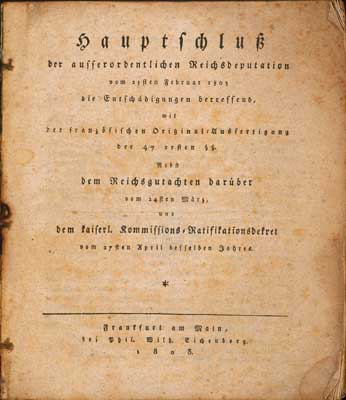
Trang nhất của Reichsdeputationshauptschluss đăng ngày 25. Tháng 2 năm 1803

Reichsdeputationshauptschluss, hay chính xác hơn là Hauptschluss der außerordentlichen Reichsdeputation (nghĩa là Quyết định cơ bản của Ủy ban đại diện quốc hội bất thường), được thực hiện vào ngày 25 tháng 2 năm 1803 tại tòa thị chính cũ của Regensburg, là bộ luật cơ sở quan trọng cuối cùng của Đế quốc La Mã Thần thánh. Reichsdeputationshauptschluss quy định rằng, các công tước thế tục nên được bồi thường cho việc lãnh thổ của họ ở bờ trái sông Rhein được giao cho nước Pháp. Điều này đã được thực hiện thông qua việc thế tục hóa (Säkularisation) giáo hội cũng như thông qua việc trao quyền cho họ (Mediatisierung) những vùng đất thế tục nhỏ hơn của Đế quốc ở bên phải sông Rhine. Tổng cộng có 2 lãnh địa tuyển hầu, 9 giáo phận vương quyền, 44 lãnh địa tu viện hoàng gia và 45 thành bang đế chế bị giải thể. 45.000  km² đất và gần 5 triệu người đã nhận được những người cai trị mới.

## Bối cảnh

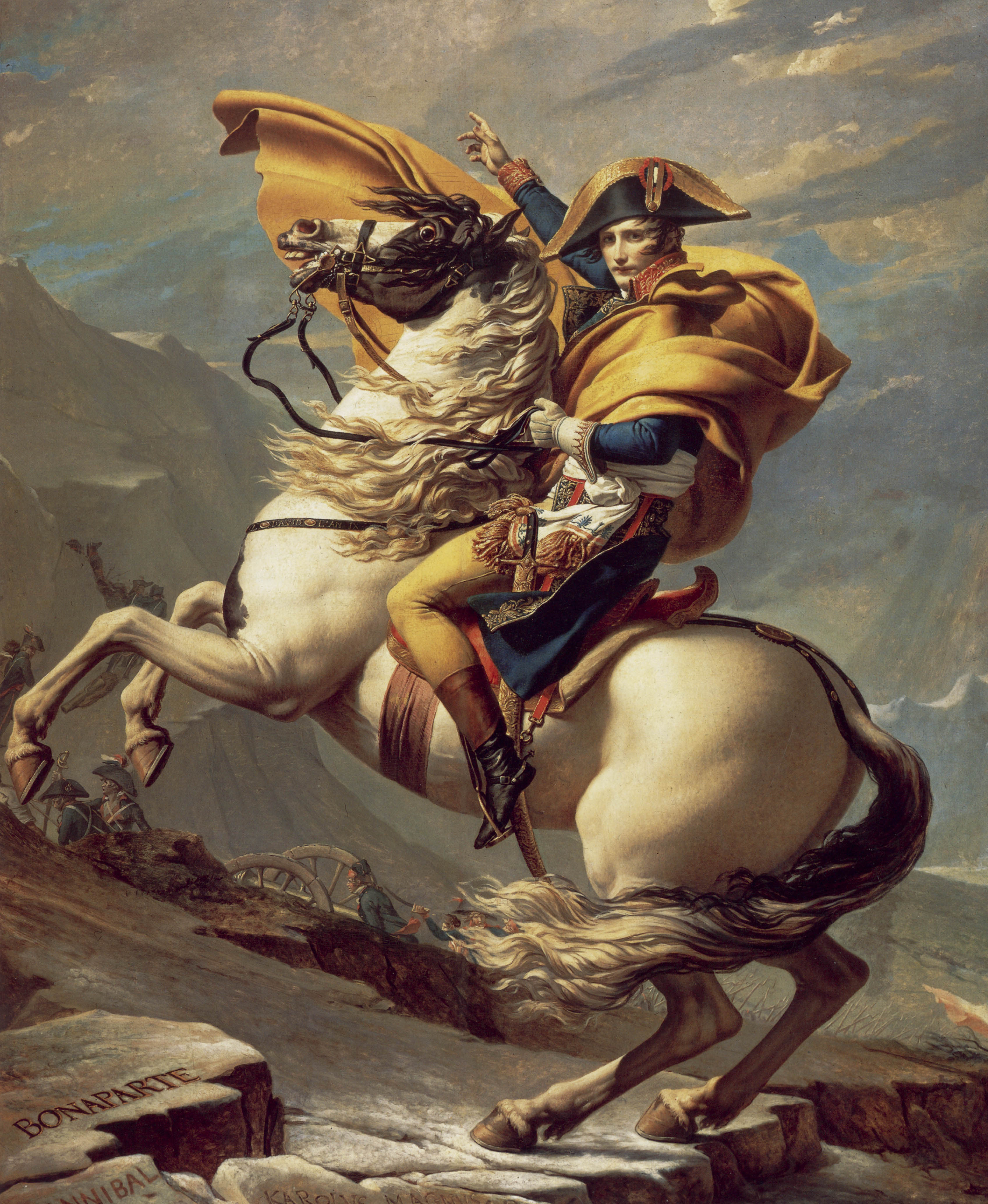
Jacques-Louis David: Napoleon vượt qua đèo Đại Thánh Bernard

Sau khi sự thù địch giữa Cách mạng Pháp và nền quân chủ Habsburg tái bộc phát trong Chiến tranh Liên minh lần thứ hai, Để nhất tổng tài Pháp, mà sau này là Hoàng đế Pháp, Napoleon sau đó đã đột kích tại đèo Đại Thánh Bernard (Bang Valais, Thụy Sĩ) và đánh bại quân đội Áo trong Trận Marengo vào ngày 14 tháng 6 năm 1800. Cùng lúc đó, tướng Pháp Jean-Victor-Marie Moreau đã đánh bật người Áo trở lại qua bên kia sông Rhein đến tận sông Isar. Vào ngày 3 tháng 12 năm 1800, lính ông bao vây quân đội Áo và Bayern gần Hohenlinden, buộc Áo phải đầu hàng. Trong cái gọi là hiệp định Hòa bình Lunéville (ngày 9 tháng 2 năm 1801), hoàng đế với tư cách là người đứng đầu Đế chế La Mã thần thánh xác nhận việc giao bờ trái sông Rhein cho Pháp, đã được thỏa thuận với Phổ trong hiệp định Hòa bình Basel năm 1795 và với Áo trong Hòa bình Campo Formio vào năm 1797. Trong các điều khoản bí mật của Hiệp ước Basel và Campo Formio cũng như trong các nghị quyết của Đại hội Rastatt (1797-1799), người ta đã quy định rằng các tổn thất của các công tước Đế chế ở bờ trái sông Rhein phải được bù đắp bằng cách thế tục hóa và một phần, bằng cách nhượng đất của Đế chế. Với hiệp định Hòa bình Lunéville - không chỉ bắt đầu từ Reichsdeputationshauptschluss - việc giải thể đã được giải quyết. Chỉ có sự phân chia cụ thể các lãnh thổ chưa được quy định tại thời điểm này.